# Seznam zápasů československé a bulharské hokejové reprezentace
Seznam zápasů československé a bulharské hokejové reprezentace uvádí data, výsledky a místa konání vzájemných zápasů hokejových reprezentací Československa a Bulharska.

## Lední hokej na olympijských hrách
| Datum utkání | Výsledek | Rok  | Místo     | Branky Československa |
| ------------ | -------- | ---- | --------- | --- |
| 2.2.1976     | 14 : 1   | 1976 | Innsbruck | 3x Vladimír Martinec, 3x Jiří Novák, 2x Jiří Holík, 2x Josef Augusta, Jiří Bubla, František Pospíšil, Ivan Hlinka, Eduard Novák |

## Celková bilance vzájemných zápasů Československa a Bulharska
| Zápasy | Výhry | Remízy | Prohry | Skóre |
| ------ | ----- | ------ | ------ | ----- |
| 1      | 1     | 0      | 0      | 14:1  |